# Maan al-Sanea
Maan al-Sanea (arabisch معن بن عبد الواحد الصانع, DMG Maʿn b. ʿAbd al-Wāḥid aṣ-Ṣāniʿ) ist ein saudi-arabischer Unternehmer.
Al-Sanea ist Gründer und gegenwärtiger Vorsitzender der Saad Group. Nach Angaben des US-amerikanischen Forbes Magazine im Jahr 2008 gehört al-Sanea mit 8,1 Milliarden US-Dollar zu den reichsten Saudi-Arabern.